# Bentley R Type
Bentley R Type — автомобиль класса люкс, выпускавшийся  британской компанией Bentley Motors с 1952 по 1955 год.

## Описание
В 1952 году шасси́, на котором создавались автомобили Bently, было подвергнуто модернизации, получило букву R в своём обозначении и модели, построенные на его базе, стали называть R Type. Стандартный четырёхдверный седан был полной копией предыдущего автомобиля вплоть до задней стойки. Задок же, был удлинён на 6 дюймов (150 миллиметров) для получения более ёмкого багажника, крышка которого открывалась выше, облегчая доступ к находящимся внутри вещам.
Из технических новшеств следует отметить автомат холостого хода у карбюратора двигателя, сделавший более простым его запуск в холодную и жаркую погоду. По заказу теперь можно было установить четырёхступенчатую автоматическую трансмиссию.

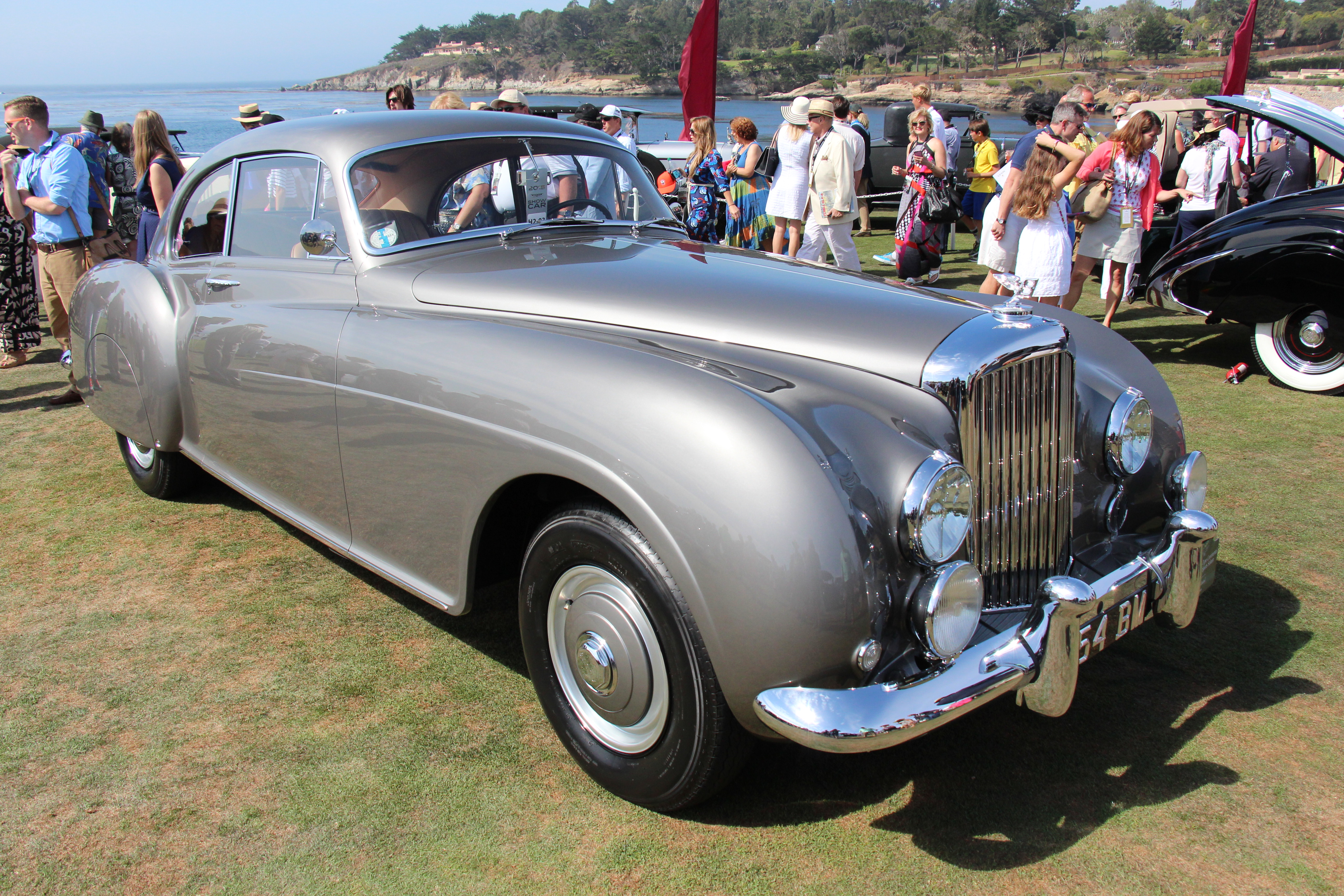
1955 Bentley R-Type Continental

Вдохновлённые идеями, заложенными в предвоенных Embiricos и Corniche, инженер Иван Эвернден (Ivan Evernden) и дизайнер 
Джон Блатчли (англ. John Polwhele Blatchley) решили создать автомобиль типа Гран Туризмо, способный долго двигаться по трассе на высокой скорости. Взяв за основу R Type, они разработали модель с обтекаемым и лёгким кузовом, форсированным на 15 л.с. двигателем и немного изменённой трансмиссией. Изготовленный на фирме  Mulliner автомобиль в основном был сделан из алюминия. Для облегчения веса даже каркасы сидений и бампера были алюминиевыми. Вес был критичным параметром модели, так как в то время просто не существовало шин способных нести тяжёлый автомобиль на высокой скорости. Усилия оказались не напрасными, при испытаниях на трассе в Montlhéry модель прошла пять кругов со скоростью 190 км/ч. В ту пору в Британии не было автомагистралей и реально использовать автомобиль, способный двигаться с крейсерской скоростью в 160 км/ч можно было только в континентальной Европе. Поэтому модель была названа R-Type Continental. Всего к моменту окончания производства в 1955 году было изготовлено 208 автомобилей.

## Галерея

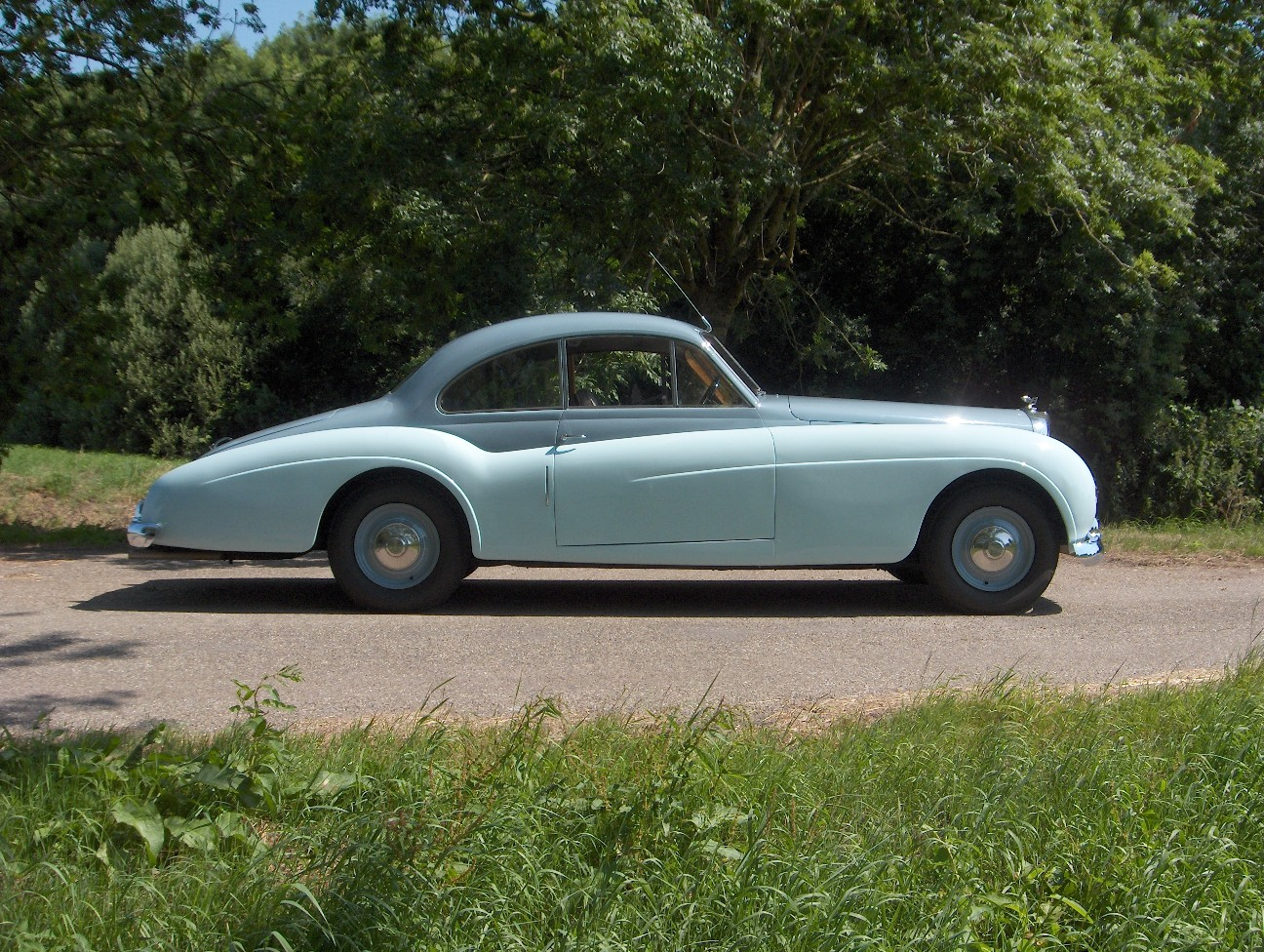
Bentley R Type с кузовом закрытое купе производства  Abbott
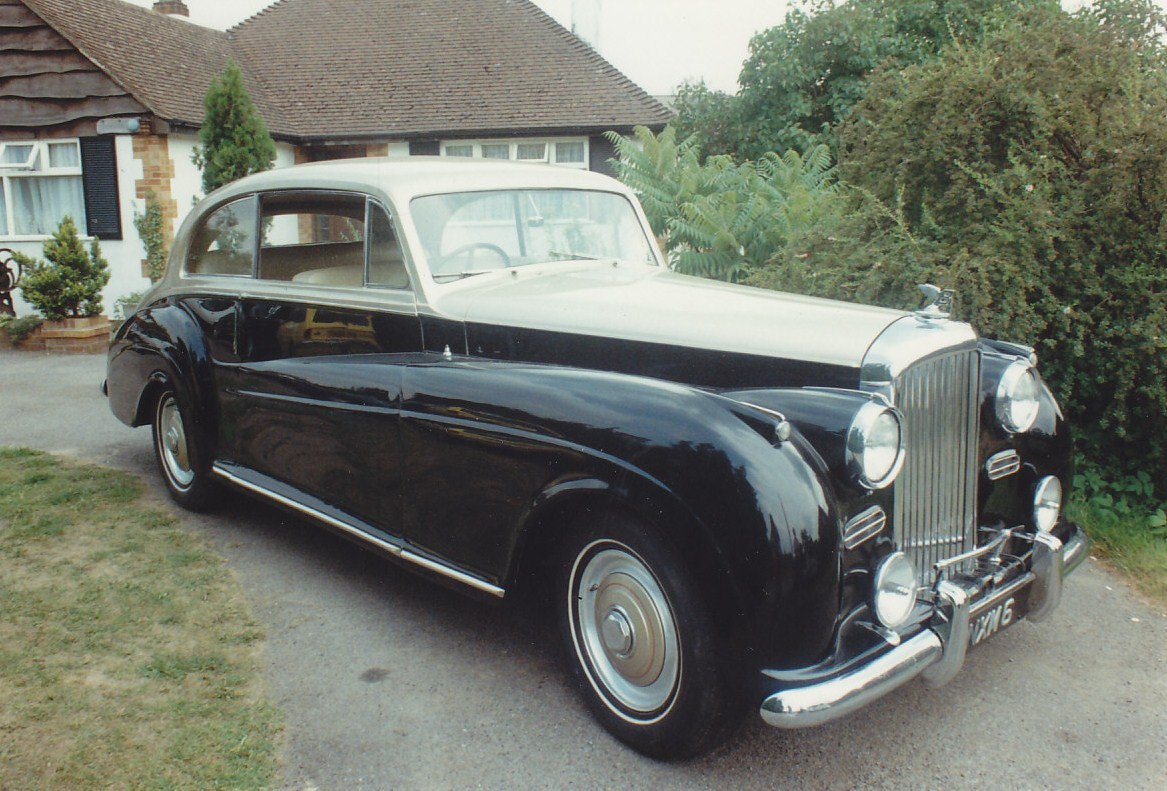
1952 Bentley R Type с кузовом закрытое купе производства  James Young
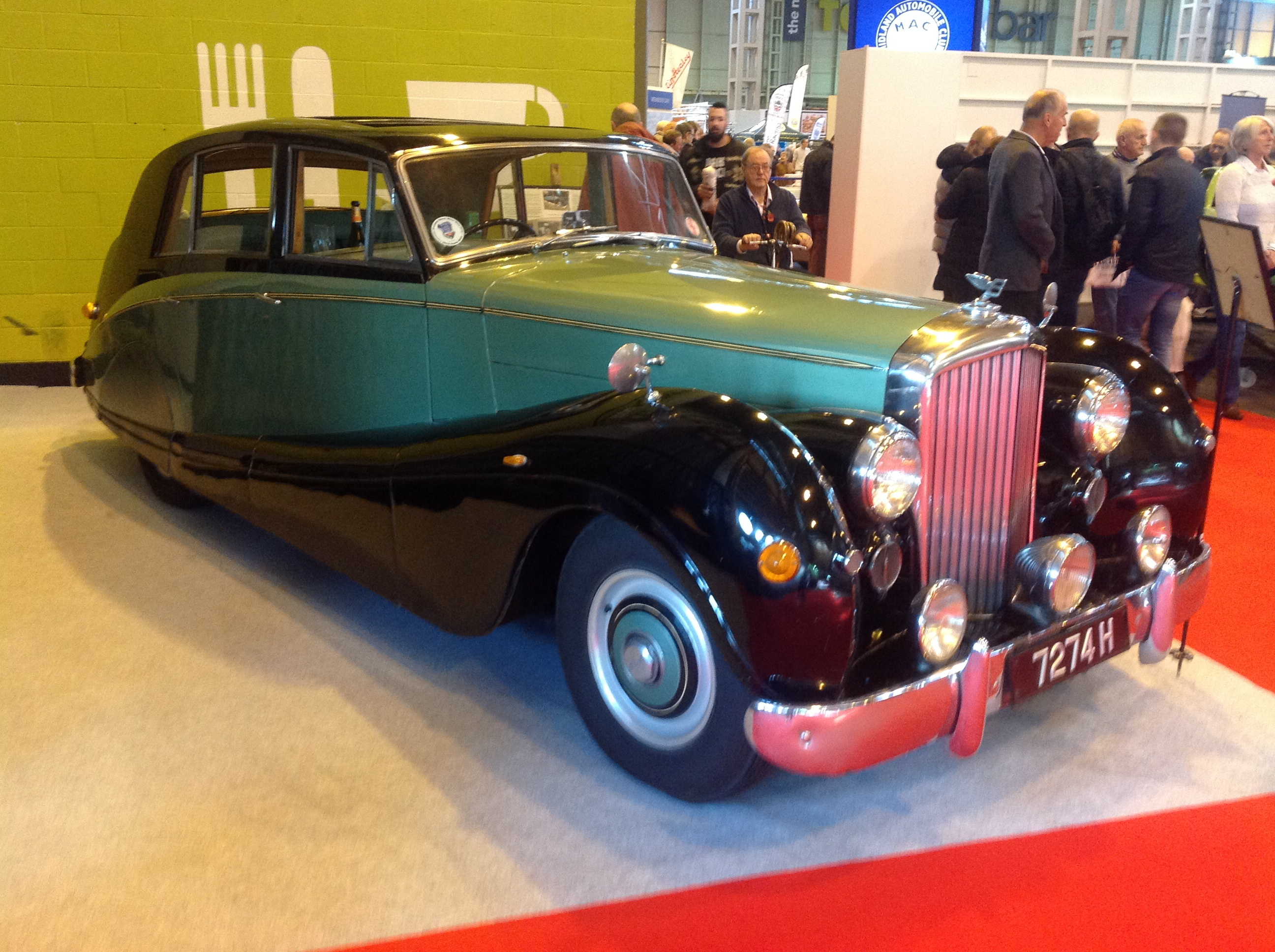
1952 Bentley R Type с кузовом седан производства  Freestone & Webb
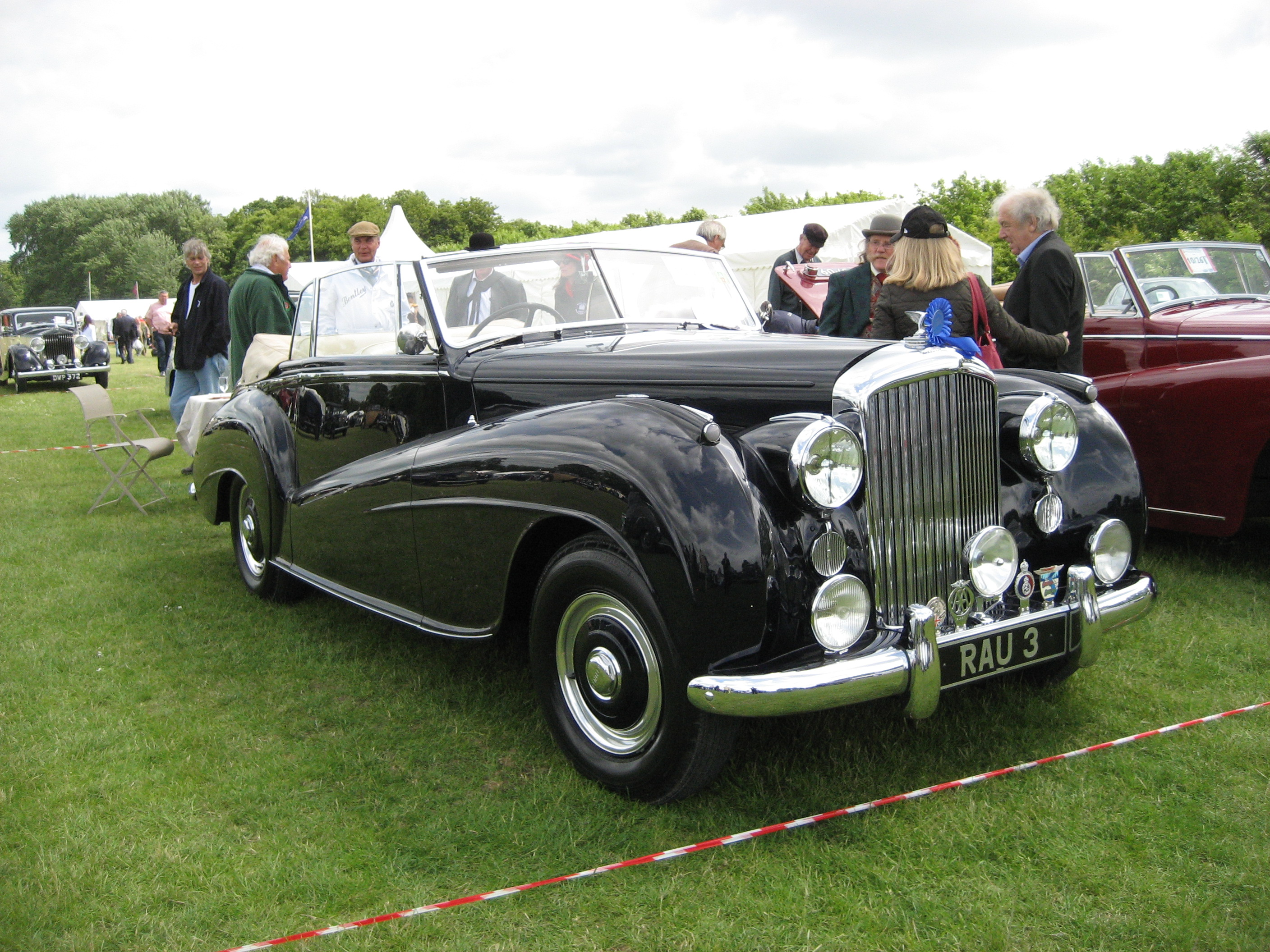
1953 Bentley R Type с кузовом открытое купе производства  Mulliner
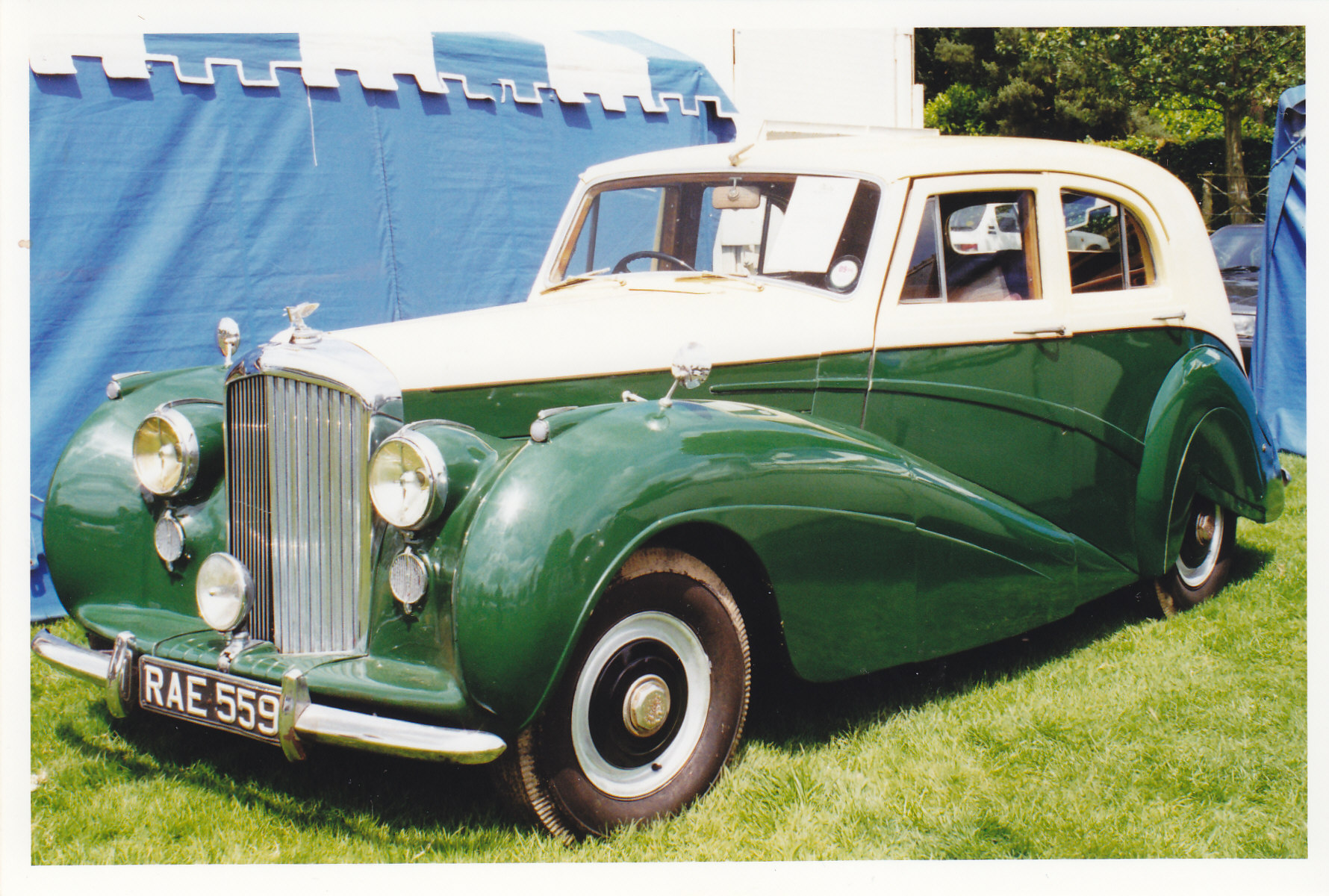
1953 Bentley R Type с кузовом седан производства Harold Radford
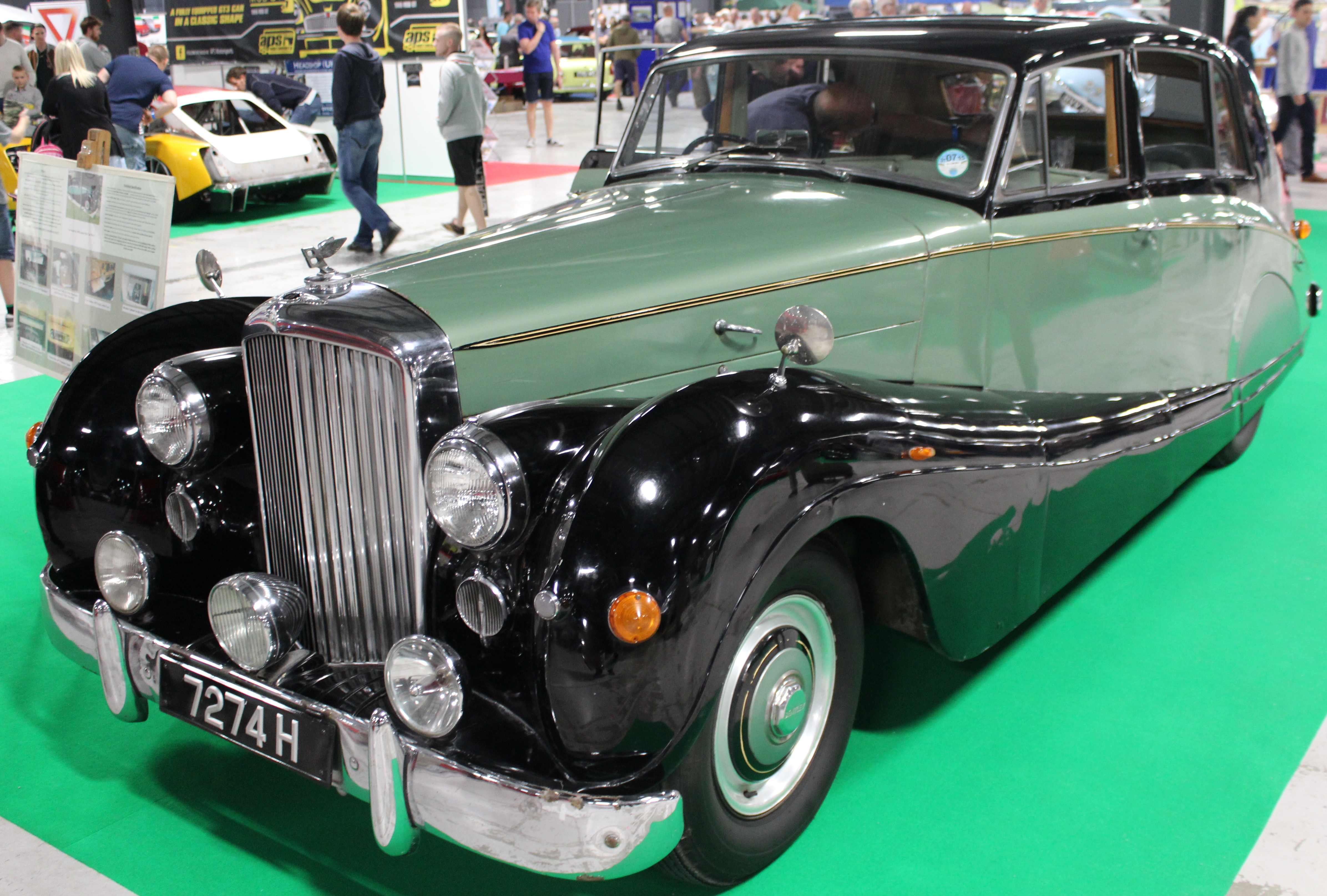
1953 Bentley R Type с кузовом седан производства  Hooper
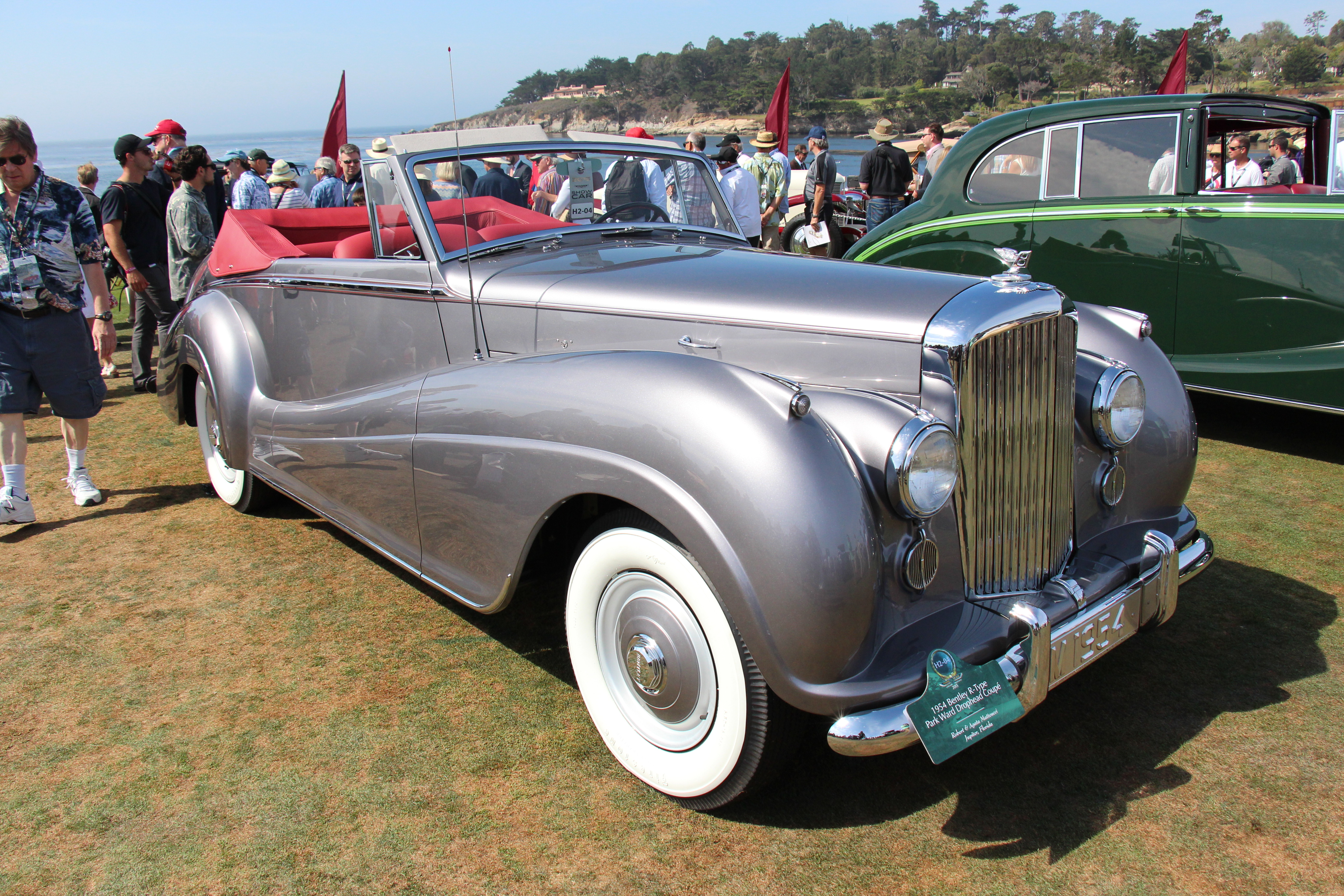
1954 Bentley R Type с кузовом открытое купе производства  Park Ward